# Туйлиев, Аманберды Ходжамухаммедович
Аманберды Ходжамухаммедович Туйлиев (туркм. Amanberdi Tuýliýew) — туркменский государственный деятель.

## Биография
Родился в 1974 году в городе Кизыл-Арват.
Образование высшее. Окончил Туркменский сельскохозяйственный институт. По специальности — инженер-механик.
1992—1998 — рабочий строительно-монтажного управления «Туркменнефтегазстрой», слесарь, мастер технико-производственного отдела дорожно-строительного управления Государственный концерн «Туркменавтодороги».
1998—2001 — главный инженер, заместитель директора дорожно-строительного и ремонтного предприятия этрапа им. Сапармурада Туркменбаши Балканского велаята.
2001 — главный механик комбината «Гувлыдуз» Государственного концерна «Туркменхимия» посёлка Туркменбаши Балканского велаята.
2001—2006 — заместитель начальника, начальник производственно-погрузочного комплекса международного морского порта Туркменбаши.
2008—2017 — инженер-строитель, заместитель директора, исполняющий обязанности директора комбината нерудных и строительных материалов специализированного государственного предприятия «Туркмендашлары» Министерства строительства и промышленности строительных материалов Туркменистана.
2017 — заместитель министра промышленности Туркменистана.
28.02.2017 — 08.12.2017 — министр промышленности Туркменистана.
8 декабря 2017 года уволен за серьёзные недостатки, допущенные в работе. Дальнейшая судьба неизвестна.